# Wybory samorządowe na Litwie w 2023 roku
Wybory samorządowe na Litwie w 2023 roku (lit. 2023 m. kovo 5 d. savivaldybių tarybų rinkimai) odbyły się 5 i 19 marca 2023 roku. W ich wyniku został wyłoniony skład rad miejskich, gminnych i rejonowych na kadencję 2023–2027. Do obsadzenia było 1498 mandatów dla radnych i 60 dla merów rejonów.
Data wyborów została ustalona przez Sejm Republiki Litewskiej we wrześniu 2022 roku.
Dnia 11 stycznia 2023 wylosowane zostały numery list wyborczych:
- Lista nr 1 – Akcja Wyborcza Polaków na Litwie – Związek Chrześcijańskich Rodzin
- Lista nr 2 – Partia „Młoda Litwa”
- Lista nr 3 – Litewska Partia Zielonych
- Lista nr 4 – Związek Chrześcijański
- Lista nr 5 – Litewska Partia Socjaldemokratyczna
- Lista nr 6 – Partia Żmudzinów
- Lista nr 7 – Związek Demokratów „W imię Litwy”
- Lista nr 8 – Partia Pracy
- Lista nr 9 – Związek Ojczyzny – Litewscy Chrześcijańscy Demokraci
- Lista nr 10 – Litewska Partia Regionów
- Lista nr 11 – Ruch Liberalny
- Lista nr 12 – Związek Chłopów i Zielonych
- Lista nr 13 – Partia Wolności
- Lista nr 14 – Związek Narodowy i Sprawiedliwości
- Lista nr 17 – Narodowe Zrzeszenie
- Lista nr 18 – Partia „Wolność i Sprawiedliwość”

## Wyniki wyborów
| Partia Polityczna                                                  | Partia Polityczna                                                  | Wybory radnych | Wybory radnych | Wybory radnych | Wybory merów | Uwagi |
| Partia Polityczna                                                  | Partia Polityczna                                                  | Głosy          | %              | Mandaty        | Mandaty      | Uwagi |
| ------------------------------------------------------------------ | ------------------------------------------------------------------ | -------------- | -------------- | -------------- | ------------ | ----- |
| Litewska Partia Socjaldemokratyczna                                | Litewska Partia Socjaldemokratyczna                                | 204,029        | 17.45          | 358            | 17           |       |
| Związek Ojczyzny – Litewscy Chrześcijańscy Demokraci               | Związek Ojczyzny – Litewscy Chrześcijańscy Demokraci               | 189,396        | 16.20          | 239            | 5            |       |
| Związek Chłopów i Zielonych                                        | Związek Chłopów i Zielonych                                        | 107,568        | 9.20           | 185            | 8            |       |
| Ruch Liberalny                                                     | Ruch Liberalny                                                     | 81,262         | 6.95           | 135            | 9            |       |
| Związek Demokratów „W imię Litwy”                                  | Związek Demokratów „W imię Litwy”                                  | 78,052         | 6.68           | 124            | 5            | Nowa  |
| Akcja Wyborcza Polaków na Litwie – Związek Chrześcijańskich Rodzin | Akcja Wyborcza Polaków na Litwie – Związek Chrześcijańskich Rodzin | 62,359         | 5.33           | 57             | 1            |       |
| Litewska Partia Regionów                                           | Litewska Partia Regionów                                           | 28,927         | 2.47           | 56             | 1            |       |
| Partia „Wolność i Sprawiedliwość”                                  | Partia „Wolność i Sprawiedliwość”                                  | 60,794         | 5.20           | 55             | 2            |       |
| Partia Pracy                                                       | Partia Pracy                                                       | 42,927         | 3.67           | 46             | 0            |       |
| Partia Wolności                                                    | Partia Wolności                                                    | 41,522         | 3.55           | 13             | 0            | Nowa  |
| Litewska Partia Zielonych                                          | Litewska Partia Zielonych                                          | 19,386         | 1.66           | 12             | 0            |       |
| Związek Chrześcijański                                             | Związek Chrześcijański                                             | 6,124          | 0.52           | 8              | 0            |       |
| Związek Narodowy i Sprawiedliwości                                 | Związek Narodowy i Sprawiedliwości                                 | 10,704         | 0.92           | 7              | 0            |       |
| Koalicja Centro Prawicowa                                          | Związek Ojczyzny                                                   | 7,566          | 0.65           | 6              | 0            |       |
| Koalicja Centro Prawicowa                                          | Ruch Liberałów                                                     | 7,566          | 0.65           | 6              | 0            |       |
| Koalicja Centro Prawicowa                                          | Partia Wolności                                                    | 7,566          | 0.65           | 6              | 0            |       |
| Koalicja dla Visagini                                              | Związek Ojczyzny                                                   | 1,487          | 0.13           | 5              | –            | Nowa  |
| Koalicja dla Visagini                                              | Ruch Liberałów                                                     | 1,487          | 0.13           | 5              | –            | Nowa  |
| Związek Narodowy                                                   | Związek Narodowy                                                   | 13,140         | 1.12           | 3              | 0            | Nowa  |
| Koalicja „Najlepszy Wybór“                                         | Wolność i Sprawiedliwość                                           | 2,060          | 0.18           | 3              | –            | Nowa  |
| Koalicja „Najlepszy Wybór“                                         | Partia Wolności                                                    | 2,060          | 0.18           | 3              | –            | Nowa  |
| Koalicja „Najlepszy Wybór“                                         | Związek Liberałów                                                  | 2,060          | 0.18           | 3              | –            | Nowa  |
| Koalicja "Dla wzrostu"“                                            | Związek Liberałów                                                  | 1,209          | 0.10           | 3              | –            |       |
| Koalicja "Dla wzrostu"“                                            | Litewska Partia Zielonych                                          | 1,209          | 0.10           | 3              | –            |       |
| Koalicja „Silna Rodzina - Silne Kowno“                             | Związek Chrześcijański                                             | 3,049          | 0.26           | 0              | –            | Nowa  |
| Koalicja „Silna Rodzina - Silne Kowno“                             | Związek Ludzi i Sprawiedliwości                                    | 3,049          | 0.26           | 0              | –            | Nowa  |
| Młoda Litwa                                                        | Młoda Litwa                                                        | 1,495          | 0.13           | 0              | 0            |       |
| Partia Żmudzka                                                     | Partia Żmudzka                                                     | 741            | 0.06           | 0              | 0            |       |
| Kandydaci Niezależni                                               | Kandydaci Niezależni                                               | –              | –              | –              | 1            |       |
| Nieważne głosy                                                     | Nieważne głosy                                                     | 43,516         | 3.72           | –              | I - 29,656   | 2.54% |
| Nieważne głosy                                                     | Nieważne głosy                                                     | 43,516         | 3.72           | –              | II - 8,763   | 1.34% |
| Zagłosowało                                                        | Zagłosowało                                                        | 1,169,174      | 100            | 1,498          |              |       |
| Uprawnionych do głosu wyborców/frekwencja                          | Uprawnionych do głosu wyborców/frekwencja                          | 2,389,342      | 48.93          |                |              |       |
| Source: VRK                                                        |                                                                    |                |                |                |              |       |